# Ландулф I (Капуа)
Вижте пояснителната страница за други личности с името Ландулф.
Ландулф I Стари (на латински: Landulf I. il vecchio; ок. 795 – 843) е първият лангобардски гасталд (граф) на Княжество Капуа от 815 до 843 г., основател на династията, управлявала в Капуа до 1058 г.

## Биография
Той е васал на Херцогство Беневенто. Император Лудвиг II прекратява през 851 г. войната от 839 г. между Раделчис I от Беневенто и Сиконулф от Салерно и разделя Херцогство Беневенто на три: Беневенто, Княжество Салерно и Княжество Капуа.
На трона го последват синовете му Ландо I (граф на Капуа 843 – 861), Пандо (граф на Капуа 861 – 862) и епископ Ландулф II (граф на Капуа 863 – 879).